# Monticello Conte Otto
Monticello Conte Otto é uma comuna italiana da região do Vêneto, província de Vicenza, com cerca de 8.636 habitantes. Estende-se por uma área de 10 km², tendo uma densidade populacional de 864 hab/km². Faz fronteira com Bolzano Vicentino, Dueville, Sandrigo, Vicenza.

## Demografia
| Variação demográfica do município entre 1861 e 2011                               |
|                                                                                   |
| Fonte: Istituto Nazionale di Statistica (ISTAT) - Elaboração gráfica da Wikipedia |